# Avinguda de Catalunya (València)
L'avinguda de Catalunya és una via urbana de València entre la Plaça del Cardenal Vicent Enrique i Tarancón al sud (al creuament entre l'avinguda d'Aragó i l'avinguda Blasco Ibáñez), i l'autovia V-21 al nord, al terme municipal d'Alboraia, i constitueix la principal eixida de la ciutat en direcció nord: Puçol, Sagunt, Castelló de la Plana, Terol, Saragossa, Tarragona, Barcelona i la resta del continent europeu.
Fita amb importants vies com l'avinguda del Primat Reig, el carrer Clariano, el carrer del Doctor Vicent Zaragozá, l'avinguda dels Tarongers i la Ronda Nord de València.
S'inicia al barri de la Ciutat Universitària, al districte del Pla del Real, i a continuació separa els districtes de Benimaclet i d'Algirós (barri de La Carrasca).

## Nom
L'avinguda pren el seu nom per tractar-se de la principal eixida de la ciutat en direcció a Catalunya per l'autovia V-21 primer i la posterior connexió amb l'autovia A-7 i l'autopista AP-7.

## Història
Va ser inaugurada l'any 1965 com a via interurbana formant part de l'Autovia de la Mediterrània (A-7) quan aquesta travessava la ciutat de nord a sud en comptes de l'actual traçat de l'autovia que circumval·la la ciutat per l'oest.
Creuava els camps del nord de L'Horta de València regats per l'aigua de la séquia de Vera, un ramal de la històrica séquia de Mestalla, i creuava també amb un pas elevat les vies del ferrocarril d'Aragó procedents de la desapareguda Estació d'Aragó de València i amb les vies substituïdes per la via verda coneguda com la Via Xurra. Amb l'expansió de la ciutat la via es va reconvertir en urbana i va ser batejada amb la seua actual denominació d'avinguda de Catalunya.
Durant la primera dècada del segle XXI ha sigut remodelada per a millorar el trànsit de vehicles amb un túnel ornamentat amb mosaics ceràmics de trencadís que fan referència a elements característics valencians. Aquest túnel connecta directament l'inici de l'avinguda amb l'autovia V-21, i a la superfície es va millorar amb una gran intersecció giratòria la connexió de la Ronda Nord de València amb l'avinguda dels Tarongers, el carrer Clariano, el carrer del Doctor Vicent Zaragozá i l'avinguda del Primat Reig.

## Elements importants
Al seu inici hi ha el col·legi marianista del Pilar des de l'any 1957 al seu creuament amb l'avinguda de Blasco Ibález.
A l'altura de l'avinguda del Primat Reig hi ha la seu del British Council, institució anglesa de promoció cultural i lingüística, a més de la senyalització d'entrada a la ciutat de València i un rellotge decorat amb la bandera europea. Aquest punt era conegut com el semàfor o la porta d'Europa, ja que era el punt de partida en direcció a la resta del contintent. A pocs metres hi ha l'única mesquita de la ciutat de València, el col·legi major Ausiàs March i l'edifici del nou Centre Superior d'Investigació en Salut Pública.
Durant la construcció del túnel es va edificar dins la gran intersecció giratòria el mirador anomenat Torre Miramar de 32,5 metres d'altura des d'on es pot contemplar una part de L'Horta de València, el Campus de Vera de la Universitat Politècnica de València i el Campus dels Tarongers de la Universitat de València. A l'altura del Camí de Vera hi ha el cementeri de Benimaclet, antic poble i actual barri i districte de la ciutat de València, i l'inici de la Via Xurra, via verda que travessa els pobles de L'Horta Nord fins a Puçol i que diàriament és freqüentada per ciclistes i vianants.

## Transports
La gran intersecció giratòria que connecta les diferents avingudes és creuada per les vies de les línies 4 i 6 del tramvia de MetroValencia, i l'Estació de la Universitat Politècnica és la més pròxima a l'avinguda de Catalunya.